# Christl Schmidt-Lehnert
Christl Schmidt-Lehnert (* 18. Oktober 1940) ist eine ehemalige deutsche Ruderin, die in den 1960er Jahren aktiv war. Sie trat für den Regensburger Ruderverein von 1898 an.

## Karriere
Christl Schmidt-Lehnert begann ihre Karriere im Rudersport beim Regensburger Ruderverein von 1898. Ihr erster großer Erfolg war der Gewinn beim deutschen Meisterschaftsrudern 1964 in Duisburg. Dort sicherte sie sich zusammen mit Annemarie Rupprecht die Goldmedaille im Doppelzweier.
Auf internationaler Ebene nahm Schmidt-Lehnert an den Ruder-Europameisterschaften 1965 und 1966 teil. Bei den Europameisterschaften 1965 in Duisburg errang sie im Doppelzweier gemeinsam mit Annemarie Rupprecht die Bronzemedaille. Ein Jahr später, bei den Europameisterschaften 1966 in Amsterdam, gewann das Duo Silber im Doppelzweier.
Am 1. Juli 1971 wurde sie Bundestrainerin an der Ruderakademie Ratzeburg.